# Helmer Pedersen
Helmer Orla Leif Pedersen (Kopenhagen, 28 maart 1930 - 24 augustus 1987) was een Nieuw-Zeelands zeiler.
Pedersen won tijdens de Olympische Zomerspelen 1964 de gouden medaille in de Flying Dutchman.

## Resultaten

### Olympische Zomerspelen
| Jaar | Plaats | Resultaten             |
| ---- | ------ | ---------------------- |
| 1964 | Tokio  | Flying Dutchman klasse |

1960: Bjørn Bergvall / Peder Lunde ·
1964: Helmer Pedersen / Earle Wells ·
1968: Iain MacDonald-Smith / Rodney Pattisson ·
1972: Christopher Davies / Rodney Pattisson ·
1976: Eckart Diesch / Jörg Diesch ·
1980: Alejandro Abascal / Miguel Noguer ·
1984: William Carl Buchan / Jonathan McKee ·
1988: Christian Grønborg / Jørgen Bojsen-Møller ·
1992: Luis Doreste / Domingo Manrique